# 여산면
여산면(礪山面)은 대한민국의 전북특별자치도 익산시에 설치된 면이다.

## 개요
여산면은 충청남도 논산시 연무읍과 경계를 이루고 남쪽으로는 왕궁면 서쪽으로는 금마면, 낭산면 서북으로는 망성면과 경계를 이루고 있다. 호남고속도로와 1번 국도가 통과하는 호남의 최초 관문이며, 동쪽으로 무주군 덕유산의 한 지맥이 서쪽으로 뻗어 이룬 산맥으로 가장높은 천호산(표고500m)이 자리잡고 있다. 특히, 한반도의 단전 부근에 해당하는 여산에는 육군부사관학교가 있어 육군의 정예인력 육성에 힘쓰고 있다. 여산 제남리에는 부사관 학교가 위치해 있으며, 여성 부사관 후보생들도 많이 눈에 띄고 있다. 

## 법정리
- 두여리(斗餘里)
- 여산리(礪山里): 행정복지센터 소재지
- 원수리(源水里)
- 제남리(濟南里)
- 태성리(台城里)
- 호산리(壺山里)

## 교육
- 여산초등학교 (여산리)
- 여산서초등학교 (폐교) - 여산면 두여신기길 54 (두여리)
- 여산남초등학교 (폐교) - 여산면 천호로 49 (원수리)
- 여산중학교 (두여리)
- 여산고등학교 (두여리)
- 육군부사관학교